# 劉江 (永樂進士)
劉江（？—？），江苏江宁籍，江西安福人，明朝政治人物，榜眼及第。
永樂十五年（1418年），登應天府鄉試中舉。次年，登戊戌科進士一甲第二名（榜眼），授翰林院編修，之後累升至翰林院修撰。后因厭倦官場，以侍老為由，請求改任地方。后命為九江府教授，之後改王府長史。